# Elaeocarpus grandis
II quandong blu (Elaeocarpus grandis F.Muell.) è una pianta appartenente alla famiglia delle Elaeocarpaceae. È un grande albero con contrafforti basali, originario delle foreste pluviali costiere dell'Australia nord-orientale.

## Descrizione

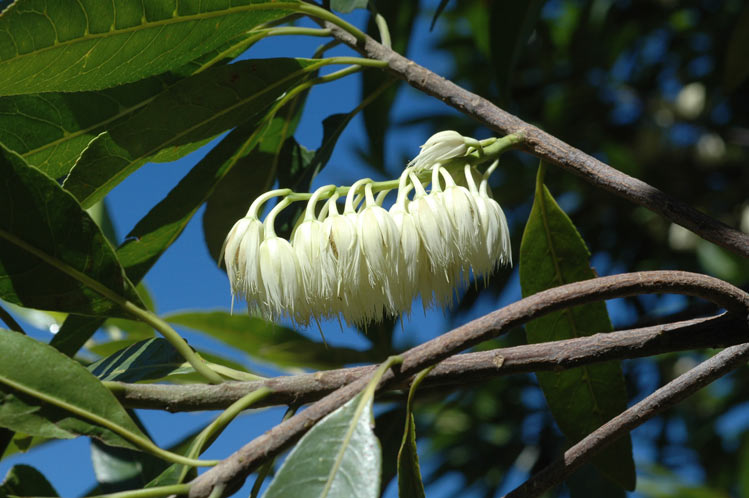
Fiori di E. grandis

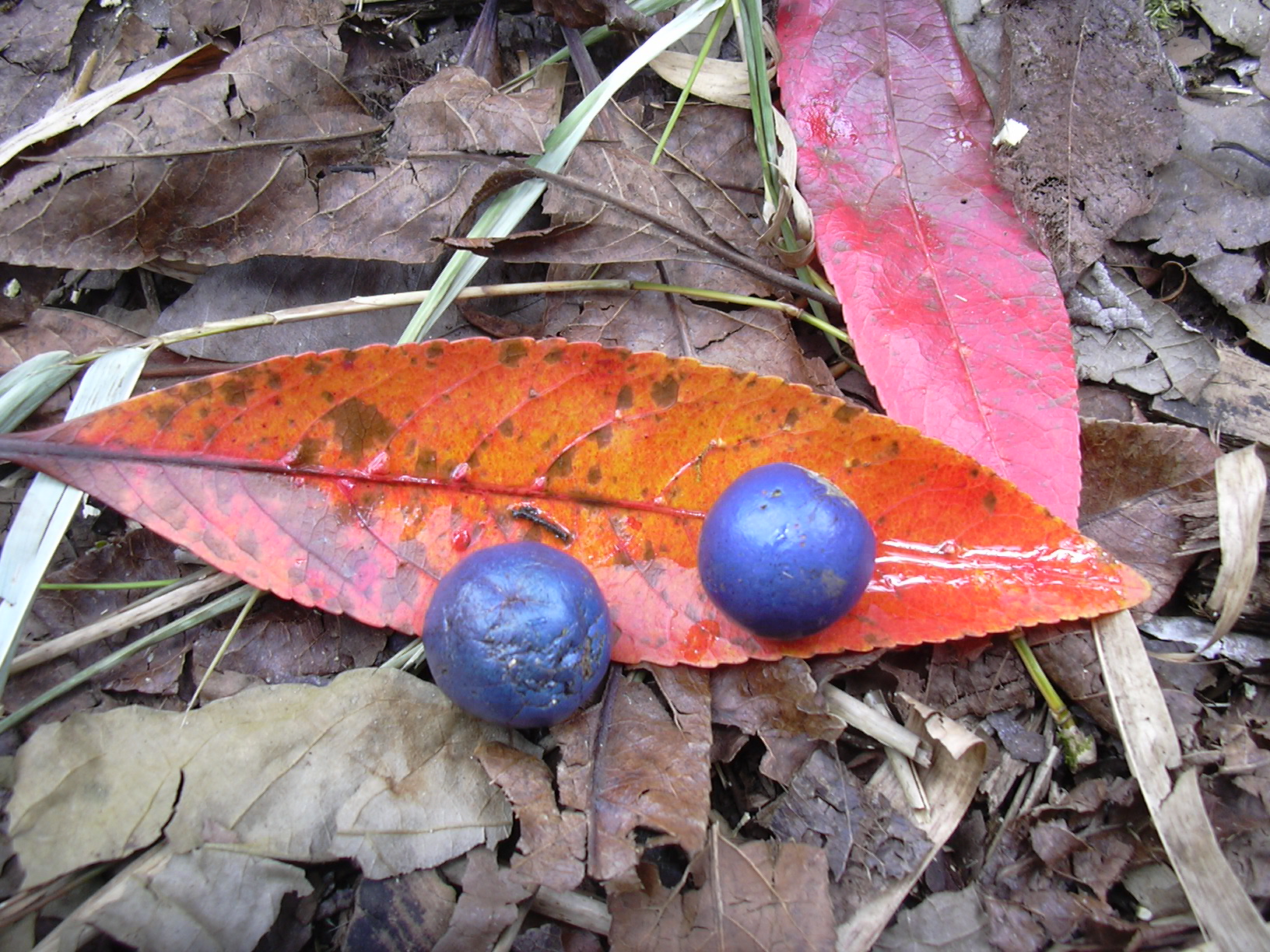
Frutti di E. grandis

Elaeocarpus grandis è un grande albero che può crescere fino a un'altezza di 35 m. Il tronco è solitamente dritto e cilindrico con corteccia grigio chiaro segnata da linee verticali. Le radici a contrafforte sono presenti anche sugli alberi più piccoli, diventando grandi ed elaborate sugli alberi più vecchi. La chioma è rada e aperta, i rami sono stratificati, con le foglie raggruppate verso le estremità dei rametti.
Le foglie sono di un colore verde brillante nella parte superiore e più chiare nella parte inferiore, diventando rosso vivo prima di cadere; è comune vedere foglie rosse nella chioma in qualsiasi periodo dell'anno. Le foglie sono semplici, cioè senza divisioni o lobi, e disposte alternativamente sui rametti. Sono di forma oblunga o ellittica e misurano fino a 18 cm di lunghezza e 4 cm di larghezza.
Il quandong blu inizia a fiorire intorno al settimo anno, e le infiorescenze sono racemi lunghi fino a 10 cm, prodotte nelle ascelle fogliari e sui rami al di sotto delle foglie. Ognuno di essi porta 12-16 fiori profumati, di colore verde chiaro o bianco, su pedicelli lunghi circa 15 mm.  I fiori hanno cinque petali con sottili lobi agli apici, che conferiscono loro un aspetto frangiato.
Il frutto è una drupa blu quasi sferica, che misura circa 2–3 centimetri di diametro. Sotto la buccia c'è un sottile strato di polpa verde attorno al nocciolo profondamente scolpito. Il nocciolo contiene da due a cinque semi.

## Distribuzione e habitat

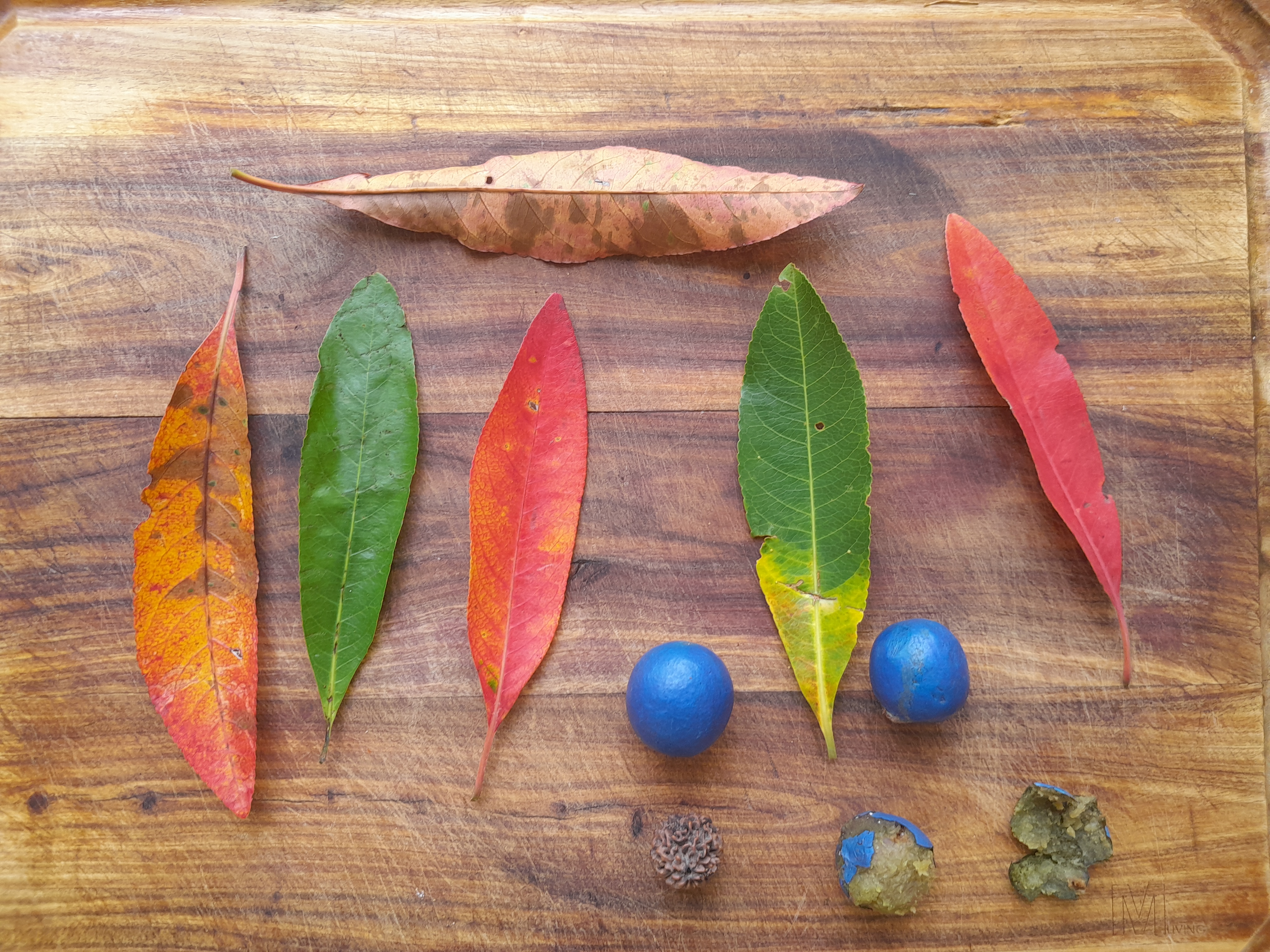
Frutti, foglie e semi di E. grandis

Il quandong blu cresce nelle foreste pluviali tropicali e subtropicali ben sviluppate, spesso lungo i corsi d'acqua. Il suo areale comprende le foreste costiere dalle isole dello Stretto di Torres, fino al fiume Nambucca nel nord-est del Nuovo Galles del Sud. Nel Queensland settentrionale l'areale si estende dal livello del mare a 1100 m di altitudine.

## Coltivazione
Il quandong blu è ideale per grandi giardini e parchi, ma le sue dimensioni lo rendono inadatto ai giardini residenziali suburbani. Circa 50 di questi alberi sono stati piantati in tutta la città di Cairns.

## Usi
La specie è molto apprezzata per il suo legname e come elemento chiave nella rigenerazione della foresta pluviale. Nel periodo coloniale, il legname veniva utilizzato per mobili, costruzioni e per la realizzazione di remi.
Gli aborigeni australiani mangiavano il frutto crudo oppure lo seppellivano acerbo nella sabbia per quattro giorni, rendendolo dolce e più gradevole al palato. I primi coloni utilizzavano il frutto per marmellate, torte e sottaceti.
Gli aborigeni utilizzavano le pietre per realizzare collane.